# Водоваджа
Водоваджа (на хърватски: Vodovađa) е село в Хърватия, разположено в община Конавле, Дубровнишко-неретванска жупания. Намира се на 332 метра надморска височина. Населението му според преброяването през 2011 г. е 190 души. При преброяването на населението през 1991 г. има 226 жители, от тях 222 (98,23 %) хървати, 2 (0,88 %) югославяни и 2 (0,88 %) румънци.

## Население
Численост на населението според преброяванията през годините:
- 1857 – 307 души
- 1869 – 306 души
- 1880 – 293 души
- 1890 – 320 души
- 1900 – 345 души
- 1910 – 330 души
- 1921 – 299 души
- 1931 – 325 души
- 1948 – 293 души
- 1953 – 302 души
- 1961 – 273 души
- 1971 – 227 души
- 1981 – 236 души
- 1991 – 226 души
- 2001 – 212 души
- 2011 – 190 души